# Grã-Bretanha nos Jogos Olímpicos de Verão de 1932
O Reino Unido da Grã-Bretanha e Irlanda do Norte competiram como Grã-Bretanha nos Jogos Olímpicos de Verão de 1932 em Los Angeles,Estados Unidos da América.Ganharam quatro medalhas de ouro e dezesseis no final,ficando em oitavo lugar no ranking geral das Olimpíadas.